# Hlybokaje
Hlybokaje (vitryska: Глыбокае) är en stad i Belarus.   Den ligger i voblasten Vitsebsks voblast, i den norra delen av landet, 140 km norr om huvudstaden Horad Mіnsk. Hlybokaje ligger 159 meter över havet och antalet invånare är 18 921.

## Natur och klimat
Terrängen runt Hlybokaje är platt. Hlybokaje är det största samhället i trakten. 
Omgivningarna runt Hlybokaje är en mosaik av jordbruksmark och naturlig växtlighet. Runt Hlybokaje är det ganska glesbefolkat, med 23 invånare per kvadratkilometer.  Trakten ingår i den hemiboreala klimatzonen. Årsmedeltemperaturen i trakten är 3 °C. Den varmaste månaden är juli, då medeltemperaturen är 18 °C, och den kallaste är februari, med −13 °C.